# Bartholomew Gosnold

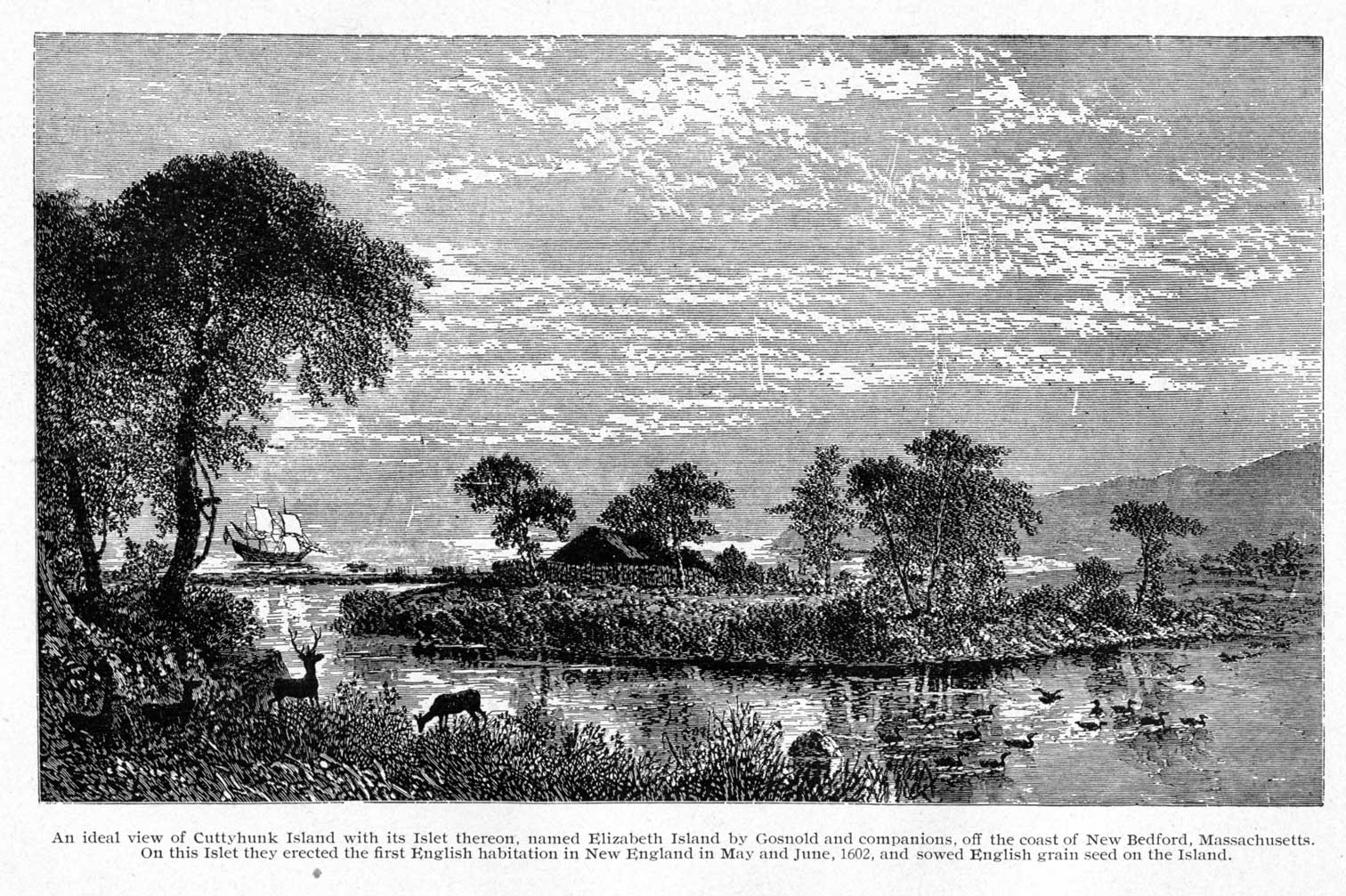
Spedizione a Elizabeth's Island, Cuttyhunk, Massachusetts. (1602)

Bartholomew Gosnold (Grundisburgh, 1572 – 22 agosto 1607) è stato un esploratore e giurista inglese, fra i fondatori della Virginia Company e della Colonia della Virginia nel 1607 a Jamestown. Egli viene considerato, assieme al cugino Edward Maria Wingfield, uno dei fautori della spedizione che decise della "colonizzazione della Virginia". Gosnold capeggiò anche la prima spedizione, di cui si abbia traccia, che raggiunse Cape Cod il 15 maggio 1602.

## Biografia
Nacque nel Suffolk in Inghilterra nel 1572, la sua famiglia risiedeva a  Otley. I suoi genitori erano Anthony Gosnold e Dorothy Bacon. Si laureò all'University of Cambridge e studiò legge al Middle Temple.
Gosnold fu amico di Richard Hakluyt e navigò con Walter Raleigh. Ottenne il permesso di costituire una colonia nel Nuovo Mondo e nel 1602 salpò da Falmouth su di una piccola imbarcazione, la Concord, con 32 uomini a bordo. Essi intendevano costituire una colonia nel New England, allora noto come Nord Virginia.
Bartholomew Gosnold tentò una nuova rotta ad ovest delle isole Azzorre verso il New England, arrivando nel maggio del 1602 a Cape Elizabeth nel Maine. Egli seguì la costa per diversi giorni prima di ancorarsi a York Harbor il 14 maggio 1602.
Il giorno dopo, giunse nel porto di Provincetown Harbor, che egli chiamò Cape Cod. Seguendo la costa per parecchi giorni scoprì Martha's Vineyard dandole il nome di sua figlia Martha. Stabilì un piccolo insediamento provvisorio a Elizabeth's Island, ora noto come Cuttyhunk Island e che fa parte della città di Gosnold. Il luogo venne abbandonato quando gli aspiranti coloni decisero di ritornare con la nave in Inghilterra scoraggiati di non avere sufficienti provviste per l'incombente inverno.
Un ampio resoconto sul viaggio venne scritto da John Brereton, uno dei nobiluomini esploratori presenti sulla nave, e pubblicato nel 1602. Ciò contribuì a pubblicizzare ed a promuovere i seguenti viaggi di esplorazione e colonizzazione nel nord-est dell'America. Un secondo resoconto di Gabriel Archer non venne pubblicato che venti anni dopo, dopo la morte di Gosnold.
Gosnold trascorse diversi anni dopo il ritorno in Inghilterra a promuovere un più ambizioso tentativo. Ottenne dal re Giacomo I una concessione esclusiva per la Virginia Company, di colonizzare la Virginia. Per costituire il nucleo di quella che diverrà la Colonia della Virginia a Jamestown, associò suo cugino Edward Maria Wingfield, John Smith, suo fratello ed un altro cugino, oltre ai componenti della spedizione del 1602. Lo stesso Gosnold divenne l'ammiraglio in seconda della spedizione, e capitano della Godspeed (uno dei tre velieri della spedizione; gli altri due erano la Susan Constant, al comando del capitano Christopher Newport, e la Discovery, comandata dal capitano John Ratcliffe).
Gosnold sollecitò anche il supporto di Matthew Scrivener, cugino di Edward Maria Wingfield. Scrivener divenne assistente del governatore della Colonia, ma annegò in un tragico incidente nel 1609 assieme ad  Anthony Gosnold, fratello di Bartholomew, mentre tentava di giungere a Hog Island durante una tempesta. (Per ironia della sorte, il fratello di Scrivener, Nicholas, era annegato a Eton quando era studente.)
Gosnold fu molto popolare fra i coloni e contribuì a progettare il forte che difendeva la prima colonia. Morì di dissenteria e di scorbuto solo quattro mesi dopo l'arrivo a Jamestown, il 22 agosto 1607. Il discorso di George Percy, che venne raccolto nei quattro volumi di Purchas His Pilgrimes (1625) diceva della morte di Gosnold (... il capitano Bartholomew Gosnold uno del Consiglio, venne sepolto lì con tutti gli onori ...) e poi scrisse "... il nostro uomo è stato ucciso da crudeli malattie come diarrea, gonfiore intestinale, febbri e dagli stenti della guerra, ma per i più egli è morto di denutrizione ..."